# Osbald northumbriai király
Osbald (angolszászul: OSBALD NORÞANHYMBRA CYNING), (? – 799) Northumbria királya 796-ban.
Erőszakos, kegyetlen ember volt, aki meggyilkolta Ælfwald király fiát, Bearnt 780-ban. 793-ban Alcuin levelet írt neki, hogy hagyjon fel pazarló életmódjával. Bírálta kapzsi magatartását, fényűző ruháit és pogány hajviseletét. Figyelmeztette, hogy szentelje magát Istennek. 
Osbald 796-ban lett király, és 27 napig uralkodott, mert fellázadtak ellene és száműzték. Osbald Lindisfarneba ment, ahol Alcuin sürgette, hogy legyen szerzetes, de Osbald elutasította ezt. Nem sokkal ezután a volt király Piktföldre (ma Skócia) hajózott, ahol I. Konstantin pikt királytól kapott menedéket. 799-es halála után York Minsterben – jeltelen sírban – temették el. Utóda Eardwulf lett.
Osbald nevét két helység is viseli:
- Osbaldeston, Blackburn
- Osbaldwick, York